# Joseph Ward (político)
Joseph George Ward (Melbourne, Australia, 26 de abril de 1856 - Wellington, 8 de julio de 1930) fue un político neozelandés que ocupó en dos ocasiones el cargo de primer ministro de Nueva Zelanda, entre el 6 de agosto de 1906 y el 28 de marzo de 1912 y entre el 10 de diciembre de 1928 y el 28 de mayo de 1930.

## Inicios políticos
Su familia emigró a Nueva Zelanda en 1859. Aunque se dedicó al mercado de la goma pronto destacó por su dedicación a la política local, siendo alcalde de Campbelltown entre 1881-1885 y 1896-1897. Tras su primera alcaldía pasó a la política nacional como parlamentario, representando a la circunscripción de Awarua de 1887 a 1914 de forma ininterrumpida y posteriormente de 1925 hasta su muerte.

## Primer ministro
A partir de 1899 ocupó diversos cargos públicos, entre los que destacó su papel en la creación del ministerio de Salud Pública que lideró en 1901. En 1906 fue nombrado primer ministro, además de ocupar los ministerios de Defensa y Correos sustituyendo a Richard Seddon tras el paso interino de William Hall-Jones. Su primer gobierno destacó por la creación del seguro de enfermedad, de vejez y de viudedad además de introducir el servicio militar obligatorio en 1910. Al año siguiente, su partido, el Liberal, perdió las elecciones antes los reformistas de William Massey.
En 1927 colaboró en la fundación del Partido Unido, convirtiéndose en su líder. Al año siguiente el partido ganó las elecciones derrotado a los reformistas de Gordon Coates. Ward se convirtió de nuevo en Primer ministro con el apoyo del Partido Laborista. Intentó hacer frente a la Gran Depresión con una política intervencionista pero tuvo que abandonar el gobierno en mayo de 1930 por problemas de salud, muriendo poco después. Le sustituyó en el cargo George William Forbes, su vice primer ministro.